# Kabinett Madbuli
Das Kabinett Madbuli bildet seit dem 14. Juni 2018 die Regierung von Ägypten.
Staatspräsident as-Sisi ernannte Mustafa Madbuli zum neuen Ministerpräsidenten und ernannte anschließend die neuen Minister. Es löst das Kabinett von      Ministerpräsident Scherif Ismail ab. Dem Kabinett gehören 33 Minister an, davon acht Frauen.

## Kabinettsmitglieder
| Amt                                                                         | Amtsinhaber                                          | Amtsinhaber                              |
| --------------------------------------------------------------------------- | ---------------------------------------------------- | ---------------------------------------- |
| Ministerpräsident                                                           |                                                      | Mustafa Madbuli                          |
| Verteidigungsminister                                                       |                                                      | Mohammed Zaki                            |
| Ministerin für Investitionen und internationale Zusammenarbeit              |                                                      | Sahar Nasr bis 22. Dezember 2019         |
| Ministerin für Investitionen und internationale Zusammenarbeit              | Rania al-Maschat ab 22. Dezember 2019                |                                          |
| Minister für Bildung und technische Bildung                                 |                                                      | Tarek Schawki                            |
| Innenminister                                                               |                                                      | Mahmoud Tawfik                           |
| Außenminister                                                               |                                                      | Sameh Shoukry                            |
| Finanzminister                                                              |                                                      | Mohamed Maeet                            |
| Minister für öffentliche Unternehmen und Wirtschaft                         |                                                      | Hisham Tawfik                            |
| Umweltministerin                                                            |                                                      | Yasmine Fouad                            |
| Kulturministerin                                                            |                                                      | Ines Abdel-Dayem                         |
| Minister für Recht und parlamentarische Angelegenheiten                     |                                                      | Magdy al-Agaty                           |
| Justizminister                                                              |                                                      | Omar Marwan                              |
| Verkehrsminister                                                            |                                                      | Hisham Arafat bis 27. Februar 2019       |
| Verkehrsminister                                                            | Kamel al-Wazir ab 11. März 2019                      |                                          |
| Minister für Elektrizität und Energie                                       |                                                      | Mohamed Shaker El-Markabi                |
| Minister/in für Antiquitäten und Tourismus                                  |                                                      | Rania Al-Mashat                          |
| Minister/in für Antiquitäten und Tourismus                                  | Khaled Ahmed Elanani Ali Ezz                         |                                          |
| Minister/in für Antiquitäten und Tourismus                                  | Ahmed Issa                                           |                                          |
| Minister für Landwirtschaft und Landgewinnung                               |                                                      | Ezz el-Din Abu-Steit                     |
| Minister für Kommunikation und Informationstechnologie                      |                                                      | Amr Talaat                               |
| Minister für Erdöl und Mineralreichtum                                      |                                                      | Tarek El-Molla                           |
| Arbeitsminister                                                             |                                                      | Mohamed Mahmoud Ahmed Saafan             |
| Minister für lokale Entwicklung                                             |                                                      | Mahmoud Youssry Shaarawy                 |
| Minister für Wohnungswesen und Stadtverwaltung                              |                                                      | Assem Abdel Hamid El Gazzar              |
| Minister für religiöse Stiftung                                             |                                                      | Mohamed Mokhtar Gomaa                    |
| Ministerin für Handel und Industrie                                         |                                                      | Neveen Gameea                            |
| Minister für Zivilluftfahrt                                                 |                                                      | Mohammed Manar Kamal                     |
| Ministerin für Gesundheit und Bevölkerung                                   |                                                      | Hala Mustafa Zaid bis 30. Oktober 2021   |
| Ministerin für Gesundheit und Bevölkerung                                   | Khaled Abdel Ghaffar ab 30. Oktober 2021             |                                          |
| Minister für Wasserressourcen und Bewässerung                               |                                                      | Mohamed Abdel-Aaty Sayed Mohamed Khalil  |
| Ministerin für Planung und wirtschaftliche Entwicklung                      |                                                      | Hala Al-said                             |
| Minister für Hochschulbildung und wissenschaftliche Forschung               |                                                      | Khaled Abdel Ghaffar bis 13. August 2022 |
| Minister für Hochschulbildung und wissenschaftliche Forschung               | Mohamed Ayman Ahmed Ashour                           |                                          |
| Minister für Versorgung und Binnenhandel                                    |                                                      | Ali Ali Moselhi                          |
| Minister für Jugend und Sport                                               |                                                      | Ashraf Sobhy                             |
| Minister für parlamentarische Angelegenheiten                               |                                                      | Alaa Fouad Abo El Hasan                  |
| Ministerin für soziale Solidarität                                          |                                                      | Nevin El Qabbaj                          |
| Ministerin für Einwanderung und Angelegenheiten der ägyptischen Expatriates |                                                      | Nabila Makram Abd El Shaheed             |
| Staatsminister für militärische Produktion                                  |                                                      | Mohammed al-Assar † 6. Juli 2020         |
| Staatsminister für militärische Produktion                                  | Mohamed Ahmed Morsi 7. Juli 2022 – 23. November 2022 |                                          |
| Staatsminister für militärische Produktion                                  | Mohammad Salah Mustafa seit 24. November 2022        |                                          |
| Staatsminister für Information                                              |                                                      | Osama Heikal                             |